# Puerto Rico, Tabasco
Puerto Rico är en ort i Mexiko.   Den ligger i kommunen Jalapa och delstaten Tabasco, i den sydöstra delen av landet, 700 km öster om huvudstaden Mexico City. Puerto Rico ligger 21 meter över havet och antalet invånare är 166.
Terrängen runt Puerto Rico är mycket platt. Runt Puerto Rico är det ganska tätbefolkat, med 52 invånare per kvadratkilometer. Närmaste större samhälle är Río de Teapa, 10,3 km väster om Puerto Rico. Trakten runt Puerto Rico består till största delen av jordbruksmark.